# Молодятин
Молодя́тин (укр. Молодятин) — село в Печенежинской поселковой общине Коломыйского района Ивано-Франковской области Украины.
Население по переписи 2001 года составляло 1834 человека. Занимает площадь 30,5 км². Почтовый индекс — 78271.